# Gaće (otok)
Gaće je majhen nenaseljen otoček v Jadranskem morju. Pripada Hrvaški. Nahaja se v Palagruškem otočju v kanalu med Velo in Malo Palagružo.
Površina otoka je 399 m2, otok pa se dviga 4 m od morja.